# Station Chalais
Station Chalais is een spoorwegstation in de Franse gemeente Chalais.
Het stationsgebouw is buiten gebruik gesteld. Chalais is nu een stopplaats die wordt bediend door treinen van de TER Nouvelle-Aquitaine naar Angoulême en Bordeaux